# Biskupi wielkowaradyńscy
Biskupi wielkowaradyńscy - lista kolejnych biskupów ordynariuszy wielkowaradyńskich w  Rumunii:
- 1103–1113: bp Sixtus
- 1124–1138: bp Walther
- 1156- brak danych: bp Micahel I
- 1163–1181: bp Nikolaus I
- 1181–1181: bp Johannes I
- 1186–1189: bp Vata
- 1189–1200: bp Elvinus
- 1202–1218: bp Simon
- 1219–1230: bp Alexander
- 1231–1243: bp Benedykt I
- 1244–1258: bp Vincent
- 1259–1265: bp Zosimas
- 1268–1279: abp Lodomerius (Ladomér)
- 1281–1282: bp Thomas de Drienov
- 1284–1285: bp Bartholomeus
- 1291–1296: bp Benedykt II
- 1297–1317: bp Emeryk I
- 1318–1329: bp Johannes II z Ivanka pri Dunaji
- 1329–1345: bp Andrzej I Briccii de Báthory
- 1345–1372: bp Demeter Dionyii de Futak
- 1373–1374: bp Dominik I Bebek
- 1375–1375: bp Benedykt III
- 1376–1378: bp Emeryk II Zudar
- 1378–1382: bp Ladislav de Demandice
- 1383–1395: bp Johannes III
- 1396–1396: bp Paul I
- 1397–1406: bp Lukas de Órév alias de Szántó
- 1407–1409: bp Eberhard de Alben
- 1409–1426: abp Andreas II Scolari
- 1426–1426: bp Johannes IV de Prato
- 1427–1432: bp Dionysius Jackh de Kusaly
- 1435–1438: bp Johannes V de Curzola
- 1440–1444: bp Johannes VI de Dominis
- 1445–1465: abp Johann Vitez
- 1465–1468: bp Johann Beckenschlager
- 1470–1470: bp Nikolaus II Stolcz de Slantz
- 1476–1490: bp Johannes IX Filipecz de Prosznicz
- 1490–1495: bp Valentin Farkas Vlk
- 1495–1501: bp Dominik II Kálmáncsehi
- 1501–1505: bp Georgius I Szatmári
- 1505–1512: bp Siegmund I Thurzó de Bethlenfalva
- 1513–1526: bp Franz I Perín-Chym
- 1527–1536: bp Ladislaus II de Macedonia, nominowany przez Ferdynanda I
- 1527–1536: bp Emmerich Czibak, nominowany przez Jana Zapolyę
- 1535–1551: bp Georgius II Martinuzzi
- 1553–1556: bp Matthias Zabergyei
- 1556–1566: bp Franz II Forgách
- 1567–1572: bp Stephan I Radeczy de Zemche
- 1572–1585: bp Georgius III Bornemissza
- 1587–1598: bp Martin Pethe de Hetes
- 1598–1613: bp Nikolaus III Mikácius
- 1613–1619: bp Johannes X Telegdy
- 1619–1625: bp Johannes XI Pyber de Gyerkény
- 1625–1633: bp Emeryk III Lósy
- 1633–1646: bp Ladislaus III Hosszutóthy
- 1646–1648: bp Benedykt IV Kisdy
- 1648–1655: bp Siegmund II Zongor de Szent-Tamás
- 1659–1663: bp Johannes XII Pálfalvy
- 1663–1675: bp Georgius III Bársony de Lovas-Berény
- 1676–1681: bp Joachim Luzinszky
- 1681–1702: bp August Benkovich
- 1702–1732: kard. Emeryk IV Csáky de Keres-Szeg
- 1733–1734: bp Stephan Ladislav Luzinszky de Luzna et Reglicze
- 1734–1736: bp Johannes XIII Okolicsányi de Okolicsna
- 1737–1747: bp Nikolaus IV e Com. Csáky de Keres-Szeg
- 1747–1757: bp Paul II Forgacs
- 1759–1776: bp Adám Ladislaus Patachich L. B. de Zajezda
- 1780–1787: bp Ladislaus IV Kollonitsch
- 1787–1795: bp Franz III Kalatay
- 1800–1802: bp Nikolaus V Kondé de Pókatelek
- 1803–1811: bp Franz IV Miklóssy
- 1821–1827: bp Joseph Vurum
- 1827–1842: bp Franz V Lajcsák
- 1843–1850: bp Ladislaus V L. B. Bémer de Bezdéd et Kis-Báka
- 1850–1868: bp Franz VI Szaniszló de Torda
- 1868–1885: bp Stephan III Lipóvniczky
- 1886–1886: bp Arnold Ipolyi-Stummer
- 1887–1902: kard. Laurentius Schlauch
- 1903–1908: bp Paul III Szmrecsányi
- 1911–1923: bp Miklós Széchenyi de Salvar-Felsővidék
- 1923–1927: ks. Emmerich Bjelik, administrator apostolski
- 1927–1930: ks. Antonius Mayer, administrator apostolski
- 1930–1930: ks. Stephanus Szabó, administrator apostolski
- 1930–1939: bp István Fiedler
- 1939–1942: ks. Aaron Márton, administrator apostolski
- 1942–1952: ks. János Scheffler, administrator apostolski
- 1952–1960: ks. Josephus Pop, wikariusz kapitulny
- 1960–1966: ks. Ludovicus Czumbel, ordinarius substitutus
- 1960–1968: ks. Franciscus Bélteki, wikariusz generalny
- 1966–1983: ks. Franciscus Sipos, ordinarius substitutus
- 1968–1982: ks. Ladislaus Hosszú, wikariusz generalny
- 1983–1990: ks. Stephanus Dászkál, Ordinarius ad nutum Sanctae Sedis
- 1990–2008: bp József Tempfli
- od 2008 r.: bp László Böcskei